# Třída Cöln
Třída Cöln byla poslední postavená třída lehkých křižníků Kaiserliche Marine z období první světové války. Celkem bylo rozestavěno deset jednotek této třídy, ale do konce války byly dokončeny pouze křižníky Cöln a Dresden. Byly to poslední dokončené křižníky německého císařského námořnictva. Oba byly po německé kapitulaci internovány ve Scapa Flow, kde je roku 1919 potopily vlastní posádky. Stavba ostatních lodí byla zrušena. 

## Stavba
Celkem bylo rozestavěno deset jednotek této třídy. Do stavby se zapojily loděnice Blohm & Voss v Hamburku, AG Vulcan Stettin ve Štětíně, AG Weser v Brémách, Kaiserliche Werft Kiel a Howaldtswerke v Kielu. Do konce války se podařilo spustit na vodu sedm křižníků, ale dokončit pouze dva. Cöln a Dresden byly do služby přijaty roku 1918. Frauenlob, Leipzig, Magdeburg, Rostock a Wiesbaden se alespoň podařilo spustit na vodu, stavba trojice Ersatz Cöln, Ersatz Emden a Ersatz Karlsruhe však nepokročila ani do této fáze. Osm rozestavěných lodí bylo po válce sešrotováno.
Jednotky třídy Cöln:
| Jméno            | Loděnice               | Založení kýlu | Spuštěna           | Vstup do služby | Status                                                                                   |
| ---------------- | ---------------------- | ------------- | ------------------ | --------------- | ---------------------------------------------------------------------------------------- |
| Cöln             | Blohm & Voss           | 1915          | 5. října 1916      | 17. ledna 1918  | V listopadu 1918 internován ve Scapa Flow. Dne 21. června 1919 potopen vlastní posádkou. |
| Wiesbaden        | AG Vulcan Stettin      | 1915          | 3. března 1917     | –               | Stavba zrušena.                                                                          |
| Dresden          | Howaldtswerke          | 1916          | 25. dubna 1917     | 28. března 1918 | V listopadu 1918 internován ve Scapa Flow. Dne 21. června 1919 potopen vlastní posádkou. |
| Magdeburg        | Howaldtswerke          | 1916          | 17. listopadu 1917 | –               | Stavba zrušena.                                                                          |
| Leipzig          | AG Weser               | 1915          | 28. ledna 1918     | –               | Stavba zrušena.                                                                          |
| Rostock          | AG Vulcan Stettin      | 1915          | 6. dubna 1918      | –               | Stavba zrušena.                                                                          |
| Frauenlob        | Kaiserliche Werft Kiel | 1915          | 16. října 1918     | –               | Stavba zrušena.                                                                          |
| Ersatz Cöln      | AG Weser               | 1916          | –                  | –               | Stavba zrušena.                                                                          |
| Ersatz Emden     | AG Weser               | 1916          | –                  | –               | Stavba zrušena.                                                                          |
| Ersatz Karlsruhe | Kaiserliche Werft Kiel | 1916          | –                  | –               | Stavba zrušena.                                                                          |

## Konstrukce

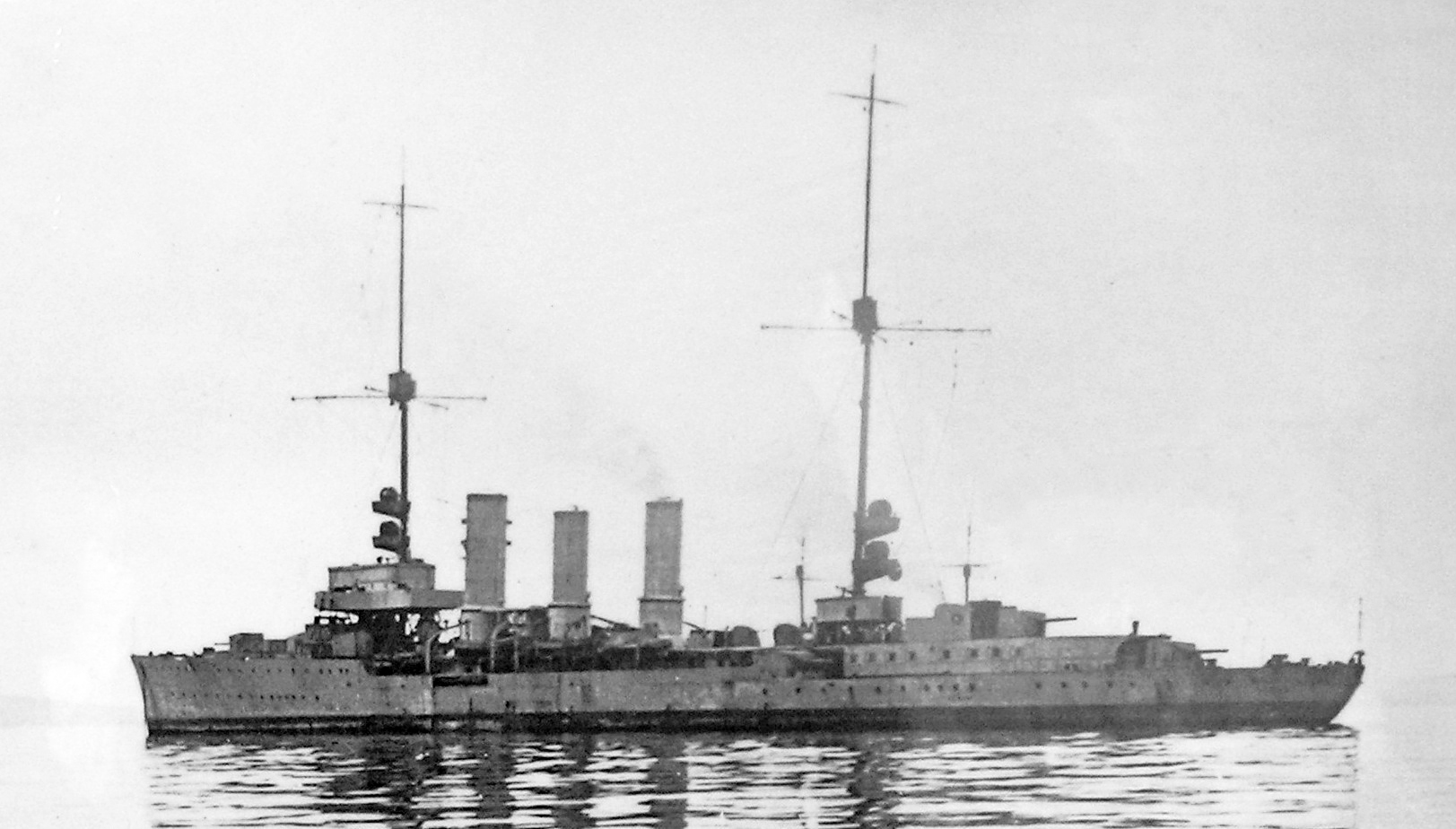
SMS Cöln

Kromě mírně vyššího výtlaku se od předchozí třídy Königsberg lišily jen minimálně. Hlavní výzbroj lodí tvořilo osm 150mm kanónů v jednohlavňové lafetaci. Dále nesly dva 88mm protiletadlové kanóny (nedokončená plavidla měla nést tři) a čtyři 500mm torpédomety. Byly vybaveny pro nesení 200 min. Boční pancéřový pás měl sílu 18–60mm, pancéřová paluba 20–60mm, štíty děl 50mm a velitelská věž 100mm. Pohonný systém tvořilo čtrnáct kotlů Marine a dvě turbíny Marine o výkonu 31 000 hp, pohánějící dva lodní šrouby. Nejvyšší rychlost dosahovala 27,5 uzlů. Dosah byl 6000 námořních mil při rychlosti 12 uzlů.

## Osudy

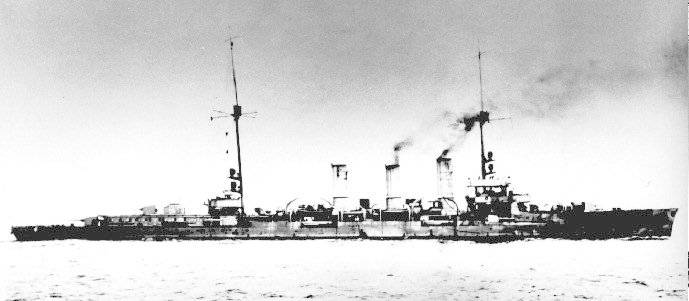
Dresden

Pouze Dresden a Cöln byly zařazeny do služby. Stalo se tak ovšem až v samém závěru války. Po uzavření příměří byly obě lodi internovány ve Scapa Flow. Dne 21. června 1919 pak došlo k tzv. incidentu ve Scapa Flow, když němečtí námořníci své lodě raději potopili, aby nepadly do rukou Dohody. Vraky obou křižníků byly ponechány na místě a jsou dnes častým cílem potápěčů.